# Sporedyr og flagellater
|  | Denne artikel er oprettet af botten Steenthbot ud fra en ekstern database. Den kan derfor have sproglige fejl eller mangler. Denne skabelon kan fjernes efter kontrol af indholdet. |

Sporedyr og flagellater er en dansk dokumentarfilm fra 1958.

## Handling
III. Sporedyr og flagellater. Her spiller tidsforkortning en vigtig rolle. Gregariner fra melorm. Man ser muskelfibriller hos gregariner.  Monocystis fra regnorm, bevægelser, cystedannelse og kønnet formering: zygote og sporedannelse. Spredning af sporer. Malariaparasitter hos solsort. Flagellater, f. eks. Cerathium tripos, Dinobryon, Synura, nisonema, Euglena, Opalina ranarum, Sovesyge-trypanosom. Resten af filmen er en blevet farvefilm, der viser Chlamydomonas og Euglena, samt Peridiné med Paramylum.